# قياس ضوء النجوم المعيارية
قياس ضوء النجوم المعيارية (بالإنجليزية: Photometric-standard star)‏ هو قياس فائق الدقة لضوء أنتجتة مجموعة من النجوم في مختلف النطاقات العالية في نظام القياس الضوئي .ويمكن رصد النجوم الأخرى باستخدام مجسات أجهزة اقتران الشحنة الضوئية أو باستخدام مضواء كهروضوئي متصل بمقراب، وبمقارنة التدفق أو كمية الضوء المستلمة للنجوم مع القياس الضوئي لنجم معياري يمكن تحديد السطوع الدقيق، أو القدر الظاهري لهذة النجوم .
مجال ضوء النجوم المعيارية الحالي لمرشح النظام (UBVRI) هي قائمة نجوم معظمها أكثر سطوعا من القدر (10) نشرها أرلو أوديل لاندولت في عام 1992 في المجلة الفلكية ،vol. 104, no. 1, p. 340-371.